# Odontaspis noronhai
Odontaspis noronhai е вид акула от семейство Odontaspididae.

## Разпространение
Видът е разпространен в Бразилия, Мексико, Португалия (Мадейра) и САЩ (Хавайски острови).